# Julijana Janeva
Julijana Janeva (in bulgaro Юлияна Янева?; trasl. angl.: Yuliana Yaneva; Kukorevo, 2 agosto 1998) è una lottatrice bulgara, specializzata nella lotta libera.

## Palmarès
- Europei

Varsavia 2021: argento nei 72 kg.
Budapest 2022: bronzo nei 72 kg.